# The Twisted Timeline of Sammy & Raj
The Twisted Timeline of Sammy & Raj (Sammy & Raj: Viajantes do Tempo no Brasil) é uma série de desenho animado britânico-indiano criado por Jordan Gershowitz. A série foi produzida pela Reliance Animation e associação com Viacom18 e Nickelodeon International, e estreou originalmente em 27 de dezembro de 2022 na Nicktoons Global, a estreia ocorreu no Reino Unido em 9 de janeiro de 2023 na Nickelodeon.

## Premissa
A série segue as aventuras dos primos, Sammy e Raj, que mudam a realidade, enquanto eles pausam, retrocedem, avançam e desaceleram em uma série de façanhas barulhentas e gargalhadas com um misterioso aplicativo de alteração de tempo na ponta dos dedos.

## Elenco
| Personagem      | Voz original     | Dublador(a)           |
| --------------- | ---------------- | --------------------- |
| Sammy Gupta     | Nirvaan Pal      | Gabriel Martins       |
| Raj Gupta       | Aiden Alberto    | Caio Mariano          |
| Tara Gupta      | Crina Shah       | Beatriz Singer        |
| Kunal Gupta     | Rama Vallury     | Ricardo Sawaya        |
| Uma Gupta       | Rahnuma Panthaky | Cidalia Castro        |
| Chachi Priyanka | Nazia Chaudhry   | Veridiana Benassi     |
| Chacha Neil     | Nardeep Khurmi   | Fábio Lucindo         |
| Malini          | Monisha Dadlani  | Bruna Rafaela         |
| Dada Aman       | Ratnesh Dubey    | Luiz Carlos de Moraes |
| Dadi Disha      | Rashmi Rustagi   | Vany Américo          |
| Gabrielle       | Lily Resto       | Nina Medeiros         |
| Hugo            | Ares Totolos     | Má Zink               |

### Dublagem brasileira
| Créditos de dublagem | Brasil         |
| -------------------- | -------------- |
| Estúdio              | Unidub         |
| Direção              | Vitor Mello    |
| Direção Musical      | Cidalia Castro |
| Tradução             | Pedro Bueno    |
| Mídia                | Nickelodeon    |

## Episódios
| N.º | Título                                                            | Escrito por                                                                     | Exibição no Reino Unido | Exibição no Brasil                   | Audiência (milhões) |
| --- | ----------------------------------------------------------------- | ------------------------------------------------------------------------------- | ----------------------- | ------------------------------------ | ------------------- |
| 1a | "Festa de Aniversário (BR)" "Birthday Do Over"                    | Jordan Gershowitz                                                               | 9 de janeiro de 2023    | 13 de março de 2023                  | ASA                 |
| O aniversário do Sammy chegou. E ele vai dar uma festinha para seus amigos pela primeira vez.                                                                                                  |                                                                   |                                                                                 |                         |                                      |                     |
| 1b | "Pega, Totó (BR)" "Chore Time"                                    | Jordan Gershowitz (roteiro) Jordan Gershowitz e Jeff Trammell (história)        | 10 de janeiro de 2023   | 13 de março de 2023                  | ASA                 |
| Sammy e Raj acabaram de baixar o "Pega, Totó", o mais recente e melhor jogo de realidade aumentada.                                                                                            |                                                                   |                                                                                 |                         |                                      |                     |
| 2a | "Eventos em Família (BR)" "Out of the Loop"                       | Allan Neuwirth                                                                  | 11 de janeiro de 2023   | 14 de março de 2023                  | ASA                 |
| É a Noite de Filmes em Família, mas Sammy e Raj não estão animados para ver outro drama médico entediante.                                                                                     |                                                                   |                                                                                 |                         |                                      |                     |
| 2b | "Problemas pra Cachorro (BR)" "A Dog Gone Problem"                | Merrill Hagan                                                                   | 12 de janeiro de 2023   | 14 de março de 2023                  | ASA                 |
| Sammy e Raj estão ansiosos para ver o novo filme do Comandante Canino. |                                                                   |                                                                                 |                         |                                      |                     |
| 3a | "O Sofá da Discórdia (BR)" "Sofa so Good"                         | Nina G. Bargiel                                                                 | 13 de janeiro de 2023   | 15 de março de 2023                  | ASA                 |
| Sammy e Raj estão brincando de Desafio Duplo quando Tara decide aumentar a dificuldade. |                                                                   |                                                                                 |                         |                                      |                     |
| 3b | "Isso Que é Drama (BR)" "So Much Drama"                           | Alan Denton & Greg Hahn                                                         | 16 de janeiro de 2023   | 15 de março de 2023                  | ASA                 |
| Os vídeos de Sammy e Raj não tem muitas visualizações na internet. |                                                                   |                                                                                 |                         |                                      |                     |
| 4a | "A Festa das Festas (BR)" "Going Clubbin’"                        | Jordan Gershowitz                                                               | 17 de janeiro de 2023   | 16 de março de 2023                  | ASA                 |
| Quando Raj derrota Hugo no minigolfe na frente da classe toda, Hugo o desconvida de sua festa de aniversário.                                                                                  |                                                                   |                                                                                 |                         |                                      |                     |
| 4b | "A Fera do Skate (BR)" "Totally Board"                            | Sanjeev Sirpal                                                                  | 18 de janeiro de 2023   | 16 de março de 2023                  | ASA                 |
| O Dia de Desafiar a Morte no Skate está chegando à cidade. |                                                                   |                                                                                 |                         |                                      |                     |
| 5a | "A Invasão (BR)" "Invader Dim"                                    | Nina G. Bargiel                                                                 | 19 de janeiro de 2023   | 17 de março de 2023                  | ASA                 |
| As pegadinhas da Tara passaram dos limites e tá na hora da revanche! |                                                                   |                                                                                 |                         |                                      |                     |
| 5b | "Pegando Fogo (BR)" "Getting Heated"                              | Alan Denton & Greg Hahn (roteiro) Jordan Gershowitz & Allan Neuwirth (história) | 20 de janeiro de 2023   | 17 de março de 2023                  | ASA                 |
| Uma onde de calor atinge a cidade e Sammy e Raj não aguentam mais. |                                                                   |                                                                                 |                         |                                      |                     |
| 6a | "O Astro de Bollywood (BR)" "Bollyweird"                          | Kelly Lynne D’Angelo                                                            | 23 de janeiro de 2023   | 20 de março de 2023                  | ASA                 |
| Sammy e Raj tentam impedir uma estrela de Bollywood de lançar um novo hit dançante que vai conquistar o mundo inteiro.                                                                         |                                                                   |                                                                                 |                         |                                      |                     |
| 6b | "Os Espiões que Me Pegaram (BR)" "The Spies Who Bugged Me"        | Adam Redfern                                                                    | 24 de janeiro de 2023   | 21 de março de 2023                  | ASA                 |
| Sammy e Raj tentam pegar o homem mascarado que roubou os manuscritos do romance de Dada Aman.                                                                                                  |                                                                   |                                                                                 |                         |                                      |                     |
| 7a | "Ossos do Ofício (BR)" "No Bones About It"                        | Joelle Sellner                                                                  | 25 de janeiro de 2023   | 22 de março de 2023                  | ASA                 |
| O monte tornou-se uma zona de construção. Sammy e Raj precisam encontrar uma maneira de consertar isso.                                                                                        |                                                                   |                                                                                 |                         |                                      |                     |
| 7b | "Babá por um Dia (BR)" "Childish Antics"                          | Mark Hoffmeier                                                                  | 26 de janeiro de 2023   | 23 de março de 2023                  | ASA                 |
| Sammy está de olho em uma figura de ação, mas é caro. Felizmente, Malini tem o trabalho certo para eles.                                                                                       |                                                                   |                                                                                 |                         |                                      |                     |
| 8a | "A Batalha da Neve (BR)" "Snow Way to Win"                        | Adam Redfern                                                                    | 27 de janeiro de 2023   | 24 de março de 2023                  | ASA                 |
| É um dia de neve e Sammy e Raj estão prontos para correr em seus trenós, mas quando chegam ao monte, Tara já montou acampamento.                                                               |                                                                   |                                                                                 |                         |                                      |                     |
| 8b | "O Show de Talentos (BR)" "Causing Treble"                        | Sanjeev Sirpal                                                                  | 30 de janeiro de 2023   | 27 de março de 2023                  | ASA                 |
| Sammy, Raj e Dadi são uma sensação musical, mas depois de apresentar um talento local no show, Raj fica muito nervoso.                                                                         |                                                                   |                                                                                 |                         |                                      |                     |
| 9a | "Mau Negócio (BR)" "Bad Business"                                 | Amit Bhalla                                                                     | 31 de janeiro de 2023   | 28 de março de 2023                  | ASA                 |
| Sammy é Hugo está concorrendo a presidente do Junior Business Club, mas quando os votos chegam, eles estão empatados.                                                                          |                                                                   |                                                                                 |                         |                                      |                     |
| 9b | "Bordas de Confusão (BR)" "Anniversorry"                          | Jordan Gershowitz                                                               | 1 de fevereiro de 2023  | 29 de março de 2023                  | ASA                 |
| A festa de aniversário de Dada Aman e Dadi Dasha é ao mesmo tempo que a noite do fliperama. Os meninos devem encontrar uma maneira de estar em dois lugares ao mesmo tempo.                    |                                                                   |                                                                                 |                         |                                      |                     |
| 10a | "O Dia do Irmão (BR)" "A Very Rocky Rakhi"                        | Geetika Lizardi                                                                 | 2 de fevereiro de 2023  | 30 de março de 2023                  | ASA                 |
| É Raksha Bandhan, mas Sammy não consegue pensar em nada pior do que passar o dia se relacionando com sua irmã.                                                                                 |                                                                   |                                                                                 |                         |                                      |                     |
| 10b | "Operação da Web (BR)" "The Backup Plan"                          | Lucas Mills                                                                     | 3 de fevereiro de 2023  | 31 de março de 2023                  | ASA                 |
| Os meninos fazem backup do aplicativo para mantê-los seguros. Infelizmente, um defeito técnico faz com que o aplicativo seja baixado para todos os telefones do wi-fi da casa.                 |                                                                   |                                                                                 |                         |                                      |                     |
| 11a | "Me Acorde, Antes do Hugo Sair (BR)" "Wake Me Up Before You Hugo" | Alan Denton & Greg Hahn                                                         | 6 de fevereiro de 2023  | 1 de maio de 2023                    | ASA                 |
| Sammy e Raj estão ansiosos por uma noite tranquila, mas são surpreendidos pela festa do pijama de Hugo.                                                                                        |                                                                   |                                                                                 |                         |                                      |                     |
| 11b | "A Magia da Enganação (BR)" "Hoaxus Pocus"                        | Joelle Sellner                                                                  | 7 de fevereiro de 2023  | 2 de maio de 2023                    | ASA                 |
| Os meninos ficam chocados ao descobrir que Kunal tinha paixão por magia quando era jovem. |                                                                   |                                                                                 |                         |                                      |                     |
| 12a | "A Revolta das Máquinas (BR)" "Clean Machines"                    | Joelle Sellner                                                                  | 8 de fevereiro de 2023  | 3 de maio de 2023                    | ASA                 |
| No Dia das Mães, Sammy tem o presente perfeito para Uma: um robô que pode ajudar toda a família.                                                                                               |                                                                   |                                                                                 |                         |                                      |                     |
| 12b | "Nós Queremos Rock (BR)" "I Scream for Live-Stream"               | Dilpreet Kaur Walia                                                             | 9 de fevereiro de 2023  | 4 de maio de 2023                    | ASA                 |
| Os meninos estão prontos para assistir a um show transmitido, mas Malini está claramente determinado a estragar a diversão.                                                                    |                                                                   |                                                                                 |                         |                                      |                     |
| 13a | "Loucura de Diwali (BR)" "Diwali Folly"                           | Amit Bhalla                                                                     | 10 de fevereiro de 2023 | 5 de maio de 2023                    | ASA                 |
| É Diwali! Os Guptas estão super animados, mas quando a outra prima de Sammy, Jasmine, aparece, Raj de repente se vê deixado de lado.                                                           |                                                                   |                                                                                 |                         |                                      |                     |
| 13b | "Uma Máquina Bem Trabalhada (BR)" "Well Toiled Machine"           | Julia Prescott                                                                  | 13 de fevereiro de 2023 | 8 de maio de 2023                    | ASA                 |
| Um torneio de luta de robôs atingiu a cidade. Com a ajuda de Chacha Neil, o Robô de Sammy e Raj será indestrutível, certo?                                                                     |                                                                   |                                                                                 |                         |                                      |                     |
| 14a | "Escotismo á Prova (BR)" "Scout It Out"                           | Dushant Kirpalani (história) Lucas Mills (roteiro)                              | 2 de maio de 2023       | 9 de maio de 2023                    | ASA                 |
| Sammy e Raj estão no acampamento da turma e Sammy está determinado a ganhar sua primeira medalha de mérito!                                                                                    |                                                                   |                                                                                 |                         |                                      |                     |
| 14b | "Mais Sorte da Próxima Vez (BR)" "Better Luck Next Time"          | Dushant Kirpalani                                                               | 3 de maio de 2023       | 10 de maio de 2023                   | ASA                 |
| Quando o primo de Dada, Vijay, envia a todas as crianças Gupta envelopes com moedas de rúpias da sorte dentro, Sammy fica segurando um envelope vazio.                                         |                                                                   |                                                                                 |                         |                                      |                     |
| 15a | "Admiradora Não Tão Secreta (BR)" "Not So Secret Valentine"       | Kelly Lynne D'Angelo                                                            | 4 de maio de 2023       | 11 de maio de 2023                   | ASA                 |
| Todos os Guptas adoram o Dia dos Namorados, exceto Sammy, que jura não se envolver no feriado. Até...                                                                                          |                                                                   |                                                                                 |                         |                                      |                     |
| 15b | "Um Dia de Cama (BR)" "Sammy and Raj's Day Off"                   | Alan Denton & Greg Hahn                                                         | 5 de maio de 2023       | 12 de maio de 2023                   | ASA                 |
| Sammy e Raj fingem estar doentes para ficar em casa e assistir ao Domino Championships, mas fingir não sai como planejado...                                                                   |                                                                   |                                                                                 |                         |                                      |                     |
| 16a | "Jogando Até Cansar (BR)" "Game Overload"                         | Sanjeev Sirpal (história) Mark Hoffmeier (roteiro)                              | 8 de maio de 2023       | 15 de maio de 2023                   | ASA                 |
| Sammy, Raj e Gabrielle se unem para o torneio dos Cavaleiros da Galáxia, mas vencer pode ser um pouco desafiador.                                                                              |                                                                   |                                                                                 |                         |                                      |                     |
| 16b | "Um Festival das Cores (BR)" "Holi Moli"                          | Geetika Lizardi                                                                 | 9 de maio de 2023       | 16 de maio de 2023                   | ASA                 |
| É Holi! Os meninos mal podem esperar para comemorar, mas quando Malini decide ir a uma festa só para adolescentes, os meninos precisam descobrir do que se trata.                              |                                                                   |                                                                                 |                         |                                      |                     |
| 17a | "Família não é para Amadores (BR)" "Family is No Picnic"          | Alan Denton & Greg Hahn                                                         | 10 de maio de 2023      | 17 de maio de 2023                   | ASA                 |
| É dia de jogo em família, mas enquanto Kunal e Neil continuam se enfrentando, Sammy e Raj prometem não se envolver na competição.                                                              |                                                                   |                                                                                 |                         |                                      |                     |
| 17b | "O Imbatível Sammy Dinamite (BR)" "The Undefeated Sammy Dynamite" | Alan Denton & Greg Hahn                                                         | 11 de maio de 2023      | 18 de maio de 2023                   | ASA                 |
| Quando Kunal diz aos meninos para encontrar um clube depois da escola, eles fazem uma escolha óbvia: luta livre!                                                                               |                                                                   |                                                                                 |                         |                                      |                     |
| 18a | "A Caça ao Tesouro (BR)" "For Good Treasure"                      | Adam Redfern                                                                    | 12 de maio de 2023      | 19 de maio de 2023                   | ASA                 |
| A turma dos meninos está na praia, treinando para ser salva-vidas júnior. Quando de repente eles encontram um mapa do tesouro...                                                               |                                                                   |                                                                                 |                         |                                      |                     |
| 18b | "A Venda de Garagem (BR)" "A Clean Breakout"                      | Geetika Lizardi                                                                 | 15 de maio de 2023      | 22 de maio de 2023                   | ASA                 |
| Os Guptas estão tendo uma venda de garagem! Em toda a confusão, o celular de Sammy acidentalmente acaba na pilha de doações!                                                                   |                                                                   |                                                                                 |                         |                                      |                     |
| 19a | "Doçuras ou Sepulturas (BR)" "Ghouls Wanna Have Fun"              | Julia Prescott                                                                  | 16 de maio de 2023      | 23 de maio de 2023                   | ASA                 |
| Os meninos planejaram a rota perfeita de Halloween para todos os melhores doces do quarteirão, até que Tara se junta a eles...                                                                 |                                                                   |                                                                                 |                         |                                      |                     |
| 19b | "O Gosto Amargo do Sucesso (BR)" "The Bitter Taste Of Success"    | Sandeep Parikh                                                                  | 17 de maio de 2023      | 24 de maio de 2023                   | ASA                 |
| A empresa Chewberry Candy está realizando um concurso para encontrar o próximo doce delicioso! Sammy e Raj têm a entrada perfeita.                                                             |                                                                   |                                                                                 |                         |                                      |                     |
| 20a–20b | "O Casamento em Apuros (BR)" "Wedding Daze"                       | Jordan Gershowitz                                                               | 1 de maio de 2023       | 25 de maio de 202326 de maio de 2023 | ASA                 |
| Quando os meninos acidentalmente quebram uma herança de família, eles devem encontrar uma maneira de consertá-la e colocá-la fora de perigo para sempre. Mas como? Está na família há décadas! |                                                                   |                                                                                 |                         |                                      |                     |

## Transmissão
A série foi anunciada pela primeira vez em 2 de setembro de 2020. A primeira temporada com 20 episódios foi originalmente programada para estrear em 2021. Em 27 e 31 de dezembro de 2022, os primeiros 10 episódios da série foram transmitidos mundialmente na Nicktoons Global (Alemanha, Sérvia e Arábia Saudita). Já no Reino Unido e na Irlanda, a série estreou na Nickelodeon em 9 de janeiro e terminou em 17 de maio de 2023. No Brasil, a série estreou na Nickelodeon Brasil em 13 de março e terminou em 26 de maio de 2023, os reprises do desenho continuaram exibidas até que permaneceram em 23 de junho de 2023, sendo substituído por The Loud House, a série retorna na Nickelodeon Brasil em 18 e 31 de dezembro de 2023. Na Índia, a série estreou na Nickelodeon India em 15 de outubro de 2023. Nos Estados Unidos da América, a série estreou na Nicktoons em 15 de janeiro de 2024.